# Acacia kettlewelliae
Acacia kettlewelliae é uma espécie de leguminosa do gênero Acacia, pertencente à família Fabaceae.